# Pekár István
Pekár István (Herencsény, 1955. október 4.) magyar újságíró, producer, forgatókönyvíró.

## Életpályája
Szülei Pekár János és Pszota Margit. 1974-1979 között a Gödöllői Agrártudományi Egyetem hallgatója volt. 1979-1981 között a cserhátsurányi Szabadság Tsz-ben agronómusként dolgozott. 1981-1983 között a Gödöllői Agrártudományi Egyetemen mérnök-tanár képesítést szerzett. 1982-1984 között a Sörárpatermelő Társaság üzletkötője volt. 1984-től öt évig a Magyar Mezőgazdaság munkatársa volt. 1989-1991 között a Számadás újságírójaként dolgozott. 1991-1992 között a Magyar Gazda munkatársa, 1992-1993 között főszerkesztője volt. 1993-1996 között a Duna Televízió Gazdakör című műsorának szerkesztője, 1996-1997 között tájékoztatási igazgatója, 1997-1998 között a szolgáltató műsorok műhelyének vezetője, 1998-2000 között a szolgáltató és szórakoztató műsorokért felelős alelnök, 2000-2004 között elnöke volt. 2001-2005 között a Magyar Lovassport Szövetség fogathajtó szakágának elnöke volt. 2005 óta a Szent István Egyetem kommunikációs tanácsadója.
2025-ben a Magyar Érdemrend lovagkeresztjével tüntették ki.

## Magánélete
1982-ben házasságot kötött Kiss Máriával. Három gyermekük született; Petra (1982), Marianna (1983) és István (1999).

## Filmjei
- Filmek: 
  - Sírkertek művészete  Ismeretterjesztő film a világ népeinek temetőiről, 1994.
  - Amerikai úti jegyzetek  Ismeretterjesztő film Kaliforniáról és Wisconsinról, 1995.
  - Az eltörhetetlen vesszőnyaláb  Ismeretterjesztő film Észak-Olaszország szövetkezeteiről, 1996.
  - A komor szépségek országa  Ismeretterjesztő film Norvégiáról, 1996.
  - Félhold Ciprus felett  Ismeretterjesztő film Észak-Ciprusról, 1997.
  - Porló sziklák alatt  ismeretterjesztő film Észak-Olaszország nemzeti kisebbségeiről, 1999.
  - Elfeledett tájakon  Ismeretterjesztő filmsorozat elhanyagolt magyar régiókról, 1999-2000.  
    - A sorozat filmjei:  
      - A Sajó és Bódva völgye
      - Szatmár
      - Nógrád (Salgótarján és Fülek környéke)
      - Ormánság
      - Az alföldi tanyavilág
      - Az Örség
      - Belső Nógrád (Balassagyarmat és környéke)
      - Az Érmellék
      - Zselic
      - Dél-Abaúj
      - Magas-Bakony
      - Bereg
      - Hont
      - Bodrogköz
      - Szigetvár és környéke
      - Somló
      - Pápa és környéke
      - Körösök között
      - Tarna völgye
      - Hegyalja
      - Sárvíz
      - Szepsi és környéke   

  - Mire a levelek lehullanak  Dokumentumfilm az I. világháború dél-tiroli harctereiről, 2002.
  - A Dél keresztje alatt  Ismeretterjesztő film az ausztráliai magyarságról, 2003.
  - Geofilm Bt.  Gödöllő a szerencsés város  Ismeretterjesztő film a 40 éve városi rangot kapott Gödöllőről, 2006.
  - Magyar Televízió  Érmelléki Barangolások  Ismeretterjesztő sorozat Észak-Bihar magyarlakta régiójáról, 2005-2007.  
    - A sorozat filmjei:  
      - Berettyócsohaj
      - Bihar
      - Bihardiószeg
      - Biharfélegyháza
      - Bors
      - Érbogyoszló
      - Érkörtvélyes
      - Érmihályfalva
      - Érsemjén
      - Érszalacs
      - Érszőllős
      - Értarcsa
      - Hegyközpályi
      - Kiskereki
      - Margitta
      - Paptamási
      - Szalárd
      - Székelyhíd
      - Vámosláz
      - Vedresábrány

  - Geofilm Bt.  Az igaz és szép palotája  Ismeretterjesztő film a Magyar Tudományos Akadémiáról, 2007.   
  - Tündérváros  Ismeretterjesztő film Balassagyarmatról, 2010.   
  - Duna Televízió, Gazdakör, Szent István Stúdió, 2009-2011.
  - Tanú vagyok nem hős  Portréfilm Solymár József MTI tudósítóról 2010.   
  - Úgy élni viharban, mint szép időben  Portréfilm Váczi Ernő lovas szakíróról 2010.
  - Tanyai barangolások 1-2. rész  Ismeretterjesztő film a mai tanyai életről 2011.
  - A vecsési káposzta  Dokumentumfilm a vecsési káposztáról és a paraszti életről 2011.
  - Munka az életünk  Dokumentumfilm a boldogító munkáról 2011.
  - Geofilm Kft.  Elhallgatott történelem – Ha a kulák mozdulna…  Dokumentumfilm sorozat a kuláküldözésről  Forgatókönyvírás, szerkesztés 2013.
  - Szent István Médiastúdió  Vidékfejlesztési praktikum  Ismeretterjesztő sorozat 2013.
  - Szent István Médiastúdió  A teremtés boldogsága  A hagyományos és mai gazdálkodás elemei a Cserhát Natúrparkban
  - Geofilm Kft.  Magyar Atlantisz – Abrudbánya  Dokumentumfilm sorozat első része határon túli kisvárosokról  Forgatókönyvírás, szerkesztés 2014.
  - Szent István Médiastúdió  Az én történetem   Portrésorozat vidéki személyiségekről 2014-2016.  
    - A föld szeretete éltet - Benkó László mezőgazdász, Cserhátsurány
    - A méhészkert menedéke - Buchinger György méhész, Salgótarján
    - Akár a világ ellen is - Herczog Emil lótenyésztő, Gánt
    - Nekem a kard szent dolog - Szabó István kardkovács, Alsóbadúr
    - Ami az enyém, az legyen rendben - Tarnóczi Bernát bányász, Háromhuta
    - A múlt alattunk van, amire építeni lehet - Molnár János agrárvállalkozó, Szakony
    - A tanítás volt a társa - Macsi Sándor tanító, Jászágó
    - Egy lépéssel a többiek előtt - Bujdosó Márton húsmarhatenyésztő, Lajosmizse
    - Tudtam, hogy nem mehetek el - Benedek Istvánné Nagyistók Ilona tanítónő, Kígyóspuszta
    - Az iskola volt az álmom - Téglás András iskolalapító, Kecel
    - A lóhoz fegyelem kell - Fülöp Sándor fogathajtó világbajnok, Hetényegyháza
    - Számomra öröm a munka - Tóth Tamás állatorvos, Fadd
    - A szép juh gyönyörködtet - Sebők Mihály juhász, Törtel
    - A várépítő - Teszári Károly erdész, természetvédő, várépítő, Diósjenő

  - Geofilm Kft.  Gondolatok a vidékről  Ismeretterjesztő sorozat a vidék aktuális kérdéseiről 2015.  
    - A vidék erőforrásai
    - A termőföld, a víz és a táj
    - Az épített örökség  kastélyok, uradalmak, népi építészet

  - Geofilm Kft.  Szobor születik  Dokumentumfilm az Andrássy szobor újraöntéséről és falállításáról   Szövegírás 2016.
  - Emberek az embertelenségben
  - Dokumentumfilm a csehszlovák-magyar lakosságcseréről

## Művei
- Fogatlovak képzés, idomítása  Szerkesztés 2006.
- Szerelmünk Nógrád – vallomások a vidékről  Szerkesztés, írás 2008.
- Zsurmák (Történetek lovakról és lovasokról)  Szerkesztés, írás: 2012.
- Álomföldje (A Belső-Cserhát falvait bemutató album)  Szerkesztés, írás, 2013.
- Szép volt a múlt, vár ragyogva ránk (Szécsény várost és környékét bemutató album).  Szerkesztés, írás, 2013
- Nem akartunk híresek lenni (Nógrád forradalma 1956). Szerkesztés, írás, 2017
- Sírva fekszünk, sírva ébredünk (Nógrádiak a Gulágon). Szerkesztés, írás, 2017